# Hubenstein
Hubenstein ist ein Gemeindeteil der Gemeinde Taufkirchen im Landkreis Erding in Oberbayern.

## Geographie
Das Dorf liegt sechs Kilometer östlich vom Hauptort Taufkirchen (Vils) an der Bundesstraße 388 nach Velden.

## Geschichte
Das Schloss Hubenstein wird im 12. Jahrhundert erstmals urkundlich erwähnt. Vom Geschlecht der Fraunberger wurde der Adelssitz auf die Familie Preysing übertragen. Die Preysing verkauften Hubenstein, das seit 1483 Hofmarksrechte besaß, im Jahr 1606 an den Hofkammerpräsidenten Johann Mandl. Seitdem war die geschlossene Hofmark im Besitz der Mandls. Das 1818 aus der Hofmark gebildete Patrimonialgericht II. Klasse wurde 1848 endgültig aufgelöst, das Schloss wurde zwischen 1840/60 restlos abgebrochen. Die 1818 durch das bayerische Gemeindeedikt gebildete Gemeinde Hubenstein mit ihren Ortschaften Hubenstein, Granting, Osen, Moos und Straß wurde gegen den Widerstand der Gemeinde am 1. Oktober 1925 nach Moosen eingemeindet, das wiederum mit seinen Teilorten am 1. Januar 1972 nach Taufkirchen eingemeindet wurde.